# Де ла Фуэнте, Конрад
Конрад де ла Фуэнте (англ. Konrad de la Fuente; 16 июля 2001, Майами) — американский футболист имеющий испанские корни, левый вингер клуба «Лозанна» и сборной США.

## Биография

### Ранние годы
Де ла Фуэнте родился в Майами в семье выходцев с Гаити. В 2011 году его семья переехала в Испанию, после того как отец Конрада устроился на работу в посольство Гаити в Мадриде. Вскоре после прибытия Конрад присоединился к, базирующейся в Барселоне, детско-юношеской команде «Дамм», прежде чем его заметила «Барса» в 12 лет. Имеет подданство Испании.

### Клубная карьера
1 декабря 2018 года дебютировал за «Барселону B», выйдя на замену и сыграв 12 минут в матче против «Валенсии Местальи». 2 февраля 2020 года в матче против «Прата» забил свой первый гол за «Барсу B». 28 июня 2020 года де ла Фуэнте продлил контракт с «Барселоной» до 2022 года с опцией ещё на два года. Впервые в заявку «Барсы» попал 8 августа 2020 года в ответном матче 1/8 финала Лиги чемпионов 2019/20 против итальянского «Наполи». Дебютировал за «Барселону» 24 ноября 2020 года в матче группового этапа Лиги чемпионов 2020/21 против украинского «Динамо Киев», заменив Франсишку Тринкана на 83-й минуте.
29 июня 2021 года де ла Фуэнте перешёл в клуб французской Лиги 1 «Олимпик Марсель» за 3 млн евро и 50 % от возможной будущей перепродажи, подписав четырёхлетний контракт. Дебютировал за ОМ 8 августа 2021 года в матче стартового тура сезона 2021/22 против «Монпелье», отметившись голевой передачей. 24 февраля 2022 года в ответном матче промежуточного этапа плей-офф Лиги конференций УЕФА 2021/22 против азербайджанского «Карабаха» забил свой первый гол за «Олимпик Марсель». 6 апреля 2022 года тренер «Марселя» Хорхе Сампаоли сообщил, что де ла Фуэнте скорее всего пропустит остаток сезона из-за проблемы с хрящом колена.
13 августа 2022 года де ла Фуэнте отправился в аренду в клуб Греческой суперлиги «Олимпиакос». За греческий клуб дебютировал 18 августа 2022 года в первом матче квалификационного раунда Лиги Европы 2022/23 против кипрского «Аполлона».
8 августа 2023 года де ла Фуэнте вернулся в Испанию, отправившись в аренду в клуб Сегунды «Эйбар» на один сезон с опцией выкупа.

### Международная карьера
В составе сборной США до 20 лет де ла Фуэнте принимал участие в молодёжном чемпионате мира 2019.
3 ноября 2020 года де ла Фуэнте был впервые вызван в основную сборную США — на товарищеские матчи со сборными Уэльса 12 ноября и Панамы 16 ноября. В матче с валлийцами дебютировал за звёздно-полосатую дружину, выйдя в стартовом составе и отыграв 71 минуту.

## Достижения
Командные
 «Барселона»
- Обладатель Кубка Испании: 2020/21

## Статистика

### Клубная статистика
| Выступление       | Выступление      | Выступление      | Лига | Лига | Кубок | Кубок | Еврокубки | Еврокубки | Прочие | Прочие | Итого | Итого |
| Клуб              | Лига             | Сезон            | Игры | Голы | Игры  | Голы  | Игры      | Голы      | Игры   | Голы   | Игры  | Голы  |
| ----------------- | ---------------- | ---------------- | ---- | ---- | ----- | ----- | --------- | --------- | ------ | ------ | ----- | ----- |
| Барселона B       | Сегунда B        | 2018/19          | 1    | 0    | —     | —     | —         | —         | —      | —      | 1     | 0     |
| Барселона B       | Сегунда B        | 2019/20          | 3    | 1    | —     | —     | —         | —         | 3      | 2      | 6     | 3     |
| Барселона B       | Сегунда B        | 2020/21          | 21   | 6    | —     | —     | —         | —         | 1      | 0      | 22    | 6     |
| Барселона B       | Итого            | Итого            | 25   | 7    | —     | —     | —         | —         | 4      | 2      | 29    | 9     |
| Барселона         | Ла Лига          | 2019/20          | —    | —    | —     | —     | 0         | 0         | —      | —      | 0     | 0     |
| Барселона         | Ла Лига          | 2020/21          | 0    | 0    | 1     | 0     | 2         | 0         | —      | —      | 3     | 0     |
| Барселона         | Итого            | Итого            | 0    | 0    | 1     | 0     | 2         | 0         | —      | —      | 3     | 0     |
| Олимпик Марсель   | Лига 1           | 2021/22          | 16   | 0    | 1     | 0     | 6         | 1         | —      | —      | 23    | 1     |
| Олимпик Марсель   | Итого            | Итого            | 16   | 0    | 1     | 0     | 6         | 1         | —      | —      | 23    | 1     |
| Олипиакос (Пирей) | Суперлига        | 2022/23          | 3    | 0    | 0     | 0     | 2         | 0         | —      | —      | 5     | 0     |
| Олипиакос (Пирей) | Итого            | Итого            | 3    | 0    | 0     | 0     | 2         | 0         | —      | —      | 5     | 0     |
| Всего за карьеру  | Всего за карьеру | Всего за карьеру | 44   | 7    | 2     | 0     | 10        | 1         | 4      | 2      | 60    | 10    |

### Международная статистика
| Команда | Год   | Игры | Голы |
| ------- | ----- | ---- | ---- |
| США     |       |      |      |
| 2020    | 1     | 0    |      |
| 2021    | 2     | 0    |      |
| 2022    | 0     | 0    |      |
| Всего   | Всего | 3    | 0    |